# تپه چم زمان
تپه چم زمان در شهرستان ازنا، بخش مرکزی، دهستان پاچه لک غربی، ۲ کیلومتری شمال شرقی روستای دره تخت واقع شده و این اثر در تاریخ ۲۳ بهمن ۱۳۸۵ با شمارهٔ ثبت ۱۷۱۶۲ به‌عنوان یکی از آثار ملی ایران به ثبت رسیده است.